# Глущенко, Юрий Николаевич
Юрий Николаевич Глущенко (род. 8 июня 1954) ― советский и российский учёный, биолог, в области орнитологии, кандидат биологических наук, декан биолого-химического факультета Уссурийского государственного педагогического института (1990—1998). Заслуженный работник высшей школы Российской Федерации, почётный гражданин Уссурийска (2020). Автор и составитель Красной книги России, Красной книги Приморского края, Красной книги Амурской области, Красной книги Сахалинской области.

## Биография
Юрий Николаевич родился 8 июня 1954 года в селе Гайворон Спасского района Приморского края.
В 1970 году, завершив обучение в Новосельской средней школе, поступил на обучение в Уссурийский государственный педагогический институт. С того времени живёт и работает в городе Уссурийске. С 1976 года стал работать преподавателем в УГПИ — сегодня филиал Дальневосточного федерального университета, школа педагогики. В 1984 успешно защитил диссертацию на соискание степени кандидата биологических наук, на тему: «Птицы Приханкайской низменности (фауна, экология, проблемы охраны)». С 1988 по 1990 годы был руководителем биолого-химического факультета Уссурийского педагогического института.
С 1988 по 1990 годы работал в должности декана биолого-химического факультета, а с 1990 по 1998 годы заведующим кафедрой зоологии. За свою педагогическую деятельность он был удостоен премии губернатора Приморского края. Является участником проектирования заповедника «Ханкайский» и национального парка «Бикин». Победитель многих научных конкурсов, владелец двух грантов Всемирного Фонда дикой природы.
С 2001 по 2019 годы Глущенко активно работал и участвовал в составлении Красной книги России, Красной книги Приморского края, Красной книги Сахалинской области, Красной книги Амурской области, а также является автором официального издания: «Перечень объектов растительного и животного мира, занесённых в Красную книгу Уссурийского района». Эксперт секции «Птицы» при подготовке очередного издания Красной книги Российской Федерации.
Автор более 480 научных и учебно-методических публикаций, среди них 13 монографий, в частности автор таких изданий, как: «Редкие птицы Уссурийского района» (2003), «Птицы города Уссурийска» (2006), «Птицы Приморского края» (2016), «Природный комплекс Уссурийского городского округа; современное состояние» (2019). Более 70 его научных публикаций были посвящены изучению животного мира Уссурийска. Является членом редакционной коллегии четырёх научных журналов. Инициатор и создатель Музея природы Школы педагогики, коллекция бабочек которого признана уникальной и лучшей в России.
Член и участник многих исследовательских экспедиций. С 1998 по 1999 годы работал в Национальном Природоведческом музее Перу и в частном музее «Museo Particular Ruben Callegari Zanabria». В 1999 году по приглашению Департамента Национальных Парков США проводил работы на Аляске. В период с 1997 и 2012 годы изучал птиц в Национальных парках Китая «Синкай Ху», «Янченг» и «Поянг». В 2015 году проводил исследования в Национальном резервате Мьянмы «Озеро Инле».
Проживает в городе Уссурийске.

## Награды
Заслуги отмечены медалями:
- Заслуженный работник высшей школы Российской Федерации
- Премия Губернатора Приморского края;
- Почётный гражданин Уссурийска (28.07.2020).